# Love Message (пісня)
«Love Message» — пісня, створена Scooter, Masterboy, E-Rotic, Mr. President, Fun Factory, Worlds Apart та U96 у 1996 році як послання про запобігання поширенню СНІДу.
Він був випущений як 12-дюймовий сингл на лейблі Club Zone компанії Polydor. Він зайняв 4 місце в чартах Німеччини, 9 місце у Фінляндії, 12 місце в Австрії та Швейцарії, а також 46 місце у Швеції.
У 2005 році один із продюсерів пісні, Klubbingman (Томмі Шлех) з Masterboy Beat Production, за участю Тріксі Дельгадо на вокалі (також з гурту Masterboy), випустив свою версію, яка зайняла 96 місце в німецьких чартах.

## Трек-лист
1. "Love Message" (United Maxi Mix) – 6:06
2. "Love Message" (Vocal Dub Mix) – 6:05
3. "Love Message" (Single Edit) – 3:47

## Зовнішні посилання
1. ↑  Offizielle Deutsche Charts - Offizielle Deutsche Charts. www.offiziellecharts.de.
2. ↑  finnishcharts.com - Love Message - Love Message. finnishcharts.com. Процитовано 29 січня 2023.
3. ↑  Hung, Steffen. Love Message - Love Message. austriancharts.at.
4. ↑  Love Message - Love Message — через hitparade.ch.
5. ↑  swedishcharts.com - Love Message - Love Message. swedishcharts.com. Процитовано 29 січня 2023.
6. ↑  Offizielle Deutsche Charts - Offizielle Deutsche Charts. www.offiziellecharts.de. Процитовано 29 січня 2023.